# S-Box
Eine S-Box (englisch substitution box) ist eine Komponente von kryptografischen Algorithmen. Sie ersetzt (substituiert) eine Bitfolge durch eine andere.
Eine a×b S-Box ist eine – in der Regel nichtlineare – Substitutionsoperation, bei der eine a-stellige Binärzahl (a-Tupel von Bits) durch eine b-stellige Binärzahl ersetzt wird. Je nach Anwendung kann es notwendig sein, dass diese Abbildung invertierbar (bijektiv) ist.

## Verwendung
S-Boxen werden vor allem in Blockverschlüsselungen wie beispielsweise DES und Blowfish eingesetzt, um die Beziehung zwischen Klar- und Geheimtext zu verwischen (in der kryptologischen Fachsprache Konfusion genannt). Eine S-Box trägt auch zur Diffusion bei, da ein eingegebenes Bit im Allgemeinen alle Ausgabebits beeinflusst.
Der DES-Algorithmus verwendet acht verschiedene stark nichtlineare S-Boxen, die für Widerstandsfähigkeit gegen die Differentielle Kryptoanalyse optimiert sind. Auch die Diffusion wird hier vor allem von den S-Boxen erzeugt: Die Änderung eines Input-Bits ändert mindestens 2 Output-Bits, welche dann durch Bitpermutation in der nächsten Runde in verschiedene S-Boxen eingegeben werden.

## Anforderungen
Eine S-Box sollte die folgenden Anforderungen erfüllen:
- Vollständigkeit: Jedes Ausgangsbit ist von jedem Eingangsbit abhängig.
- Avalanche: Die Änderung eines Eingangsbits zieht im Mittel die Änderung der Hälfte aller Ausgangsbits nach sich.
- Nichtlinearität: Kein Ausgangsbit ist linear oder affin von einem Eingangsbit abhängig. Dies sollte auch nicht näherungsweise der Fall sein.[3]
- Korrelationsimmunität: Solange nur ein Teil der Eingangsbits bekannt ist, können keine Rückschlüsse auf die Ausgangsbits gezogen werden. Und umgekehrt.

S-Boxen werden meist sorgfältig entworfen, um einer Kryptoanalyse, insbesondere der linearen und der differentiellen Kryptoanalyse, bestmöglich zu widerstehen.

## Statisch oder Dynamisch
Man unterscheidet zwischen statischen und dynamischen S-Boxen: Während viele Blockchiffren wie DES oder AES festgelegte (statische) S-Boxen verwenden, initialisieren beispielsweise RC4 und Twofish aus dem Schlüssel die S-Box dynamisch (sogenannte: key-dependent S-box). Statische S-Boxen haben Vorteile bei der Implementierung in Hardware hinsichtlich Geschwindigkeit und Speicherbedarf; dynamische S-Boxen können die Kryptoanalyse erheblich erschweren.

## Implementierung
Naheliegend ist die Realisierung als Array mit {\displaystyle 2^{a}} Elementen, deren jedes eine b Bit lange Ausgabe enthält. Die a Eingabebits werden als Zahl interpretiert, die das Array-Element mit der zugehörigen Ausgabe bezeichnet.
Die S-Box kann auch mit booleschen Operationen verwirklicht werden. Die Eingabebits stehen in a Datenwörtern jeweils an der gleichen Bitposition, und die b Ausgabebits werden durch Verknüpfen dieser Datenwörter mit bitweisen Operatoren berechnet. Bei einer Wortbreite von w Bit erfolgen dadurch w Substitutionen parallel. Serpent ist eine Blockverschlüsselung, die für diese Methode ausgelegt ist.

## Beispiel
Ein Beispiel ist diese statische 6×4-Bit S-Box (S5) von DES:
| S5          | S5 | Mittlere 4 Bits des Eingabewertes | Mittlere 4 Bits des Eingabewertes | Mittlere 4 Bits des Eingabewertes | Mittlere 4 Bits des Eingabewertes | Mittlere 4 Bits des Eingabewertes | Mittlere 4 Bits des Eingabewertes | Mittlere 4 Bits des Eingabewertes | Mittlere 4 Bits des Eingabewertes | Mittlere 4 Bits des Eingabewertes | Mittlere 4 Bits des Eingabewertes | Mittlere 4 Bits des Eingabewertes | Mittlere 4 Bits des Eingabewertes | Mittlere 4 Bits des Eingabewertes | Mittlere 4 Bits des Eingabewertes | Mittlere 4 Bits des Eingabewertes | Mittlere 4 Bits des Eingabewertes |
| S5          | S5 | 0000                              | 0001                              | 0010                              | 0011                              | 0100                              | 0101                              | 0110                              | 0111                              | 1000                              | 1001                              | 1010                              | 1011                              | 1100                              | 1101                              | 1110                              | 1111                              |
| ----------- | -- | --------------------------------- | --------------------------------- | --------------------------------- | --------------------------------- | --------------------------------- | --------------------------------- | --------------------------------- | --------------------------------- | --------------------------------- | --------------------------------- | --------------------------------- | --------------------------------- | --------------------------------- | --------------------------------- | --------------------------------- | --------------------------------- |
| Äußere Bits | 00 | 0010                              | 1100                              | 0100                              | 0001                              | 0111                              | 1010                              | 1011                              | 0110                              | 1000                              | 0101                              | 0011                              | 1111                              | 1101                              | 0000                              | 1110                              | 1001                              |
| Äußere Bits | 01 | 1110                              | 1011                              | 0010                              | 1100                              | 0100                              | 0111                              | 1101                              | 0001                              | 0101                              | 0000                              | 1111                              | 1010                              | 0011                              | 1001                              | 1000                              | 0110                              |
| Äußere Bits | 10 | 0100                              | 0010                              | 0001                              | 1011                              | 1010                              | 1101                              | 0111                              | 1000                              | 1111                              | 1001                              | 1100                              | 0101                              | 0110                              | 0011                              | 0000                              | 1110                              |
| Äußere Bits | 11 | 1011                              | 1000                              | 1100                              | 0111                              | 0001                              | 1110                              | 0010                              | 1101                              | 0110                              | 1111                              | 0000                              | 1001                              | 1010                              | 0100                              | 0101                              | 0011                              |

Der Eingabewert ist 6 Bit lang. Der 4-Bit-Ausgabewert steht in der Zeile mit den beiden äußeren Bits und der Spalte mit den 4 inneren Bits des Eingabewertes. Im Beispiel hat der Eingabewert "011011" die äußeren Bits "01" und die inneren Bits "1101". Der zugehörige Ausgabewert ist demnach "1001".